# Dindon bronzé d'Amérique
Le dindon bronzé d'Amérique ou mammouth bronzé est une race de dindon originaire d'Amérique et introduite en Europe. Elle a depuis été croisée avec plusieurs races françaises afin d'augmenter leur taille, faisant d'elle la plus lourde des volailles domestiques françaises.

## Description
Il s'agit d'une race de grande taille, appréciée pour sa viande et ses œufs. La dinde de race Bronzé d'Amérique est aussi bonne couveuse.

« Le Dindon bronzé d'Amérique ne diffère pas beaucoup du Dindon noir de Sologne par l'aspect général. Il est plus fort; l’œil est brun noisette. Le plumage offre un ensemble de teintes vraiment agréable à voir.
Du cou au milieu du dos, il est d'un beau bronzé cuivré; chaque plume se termine par une bande noire étroite qui la traverse.
Du milieu du dos aux plumes de couverture de la queue, chaque plume est noire bordée de bronze cuivré.
La poitrine est couleur bronze cuivré. Le cou et les cuisses portent des plumes noires qui se terminent par une bande cuivrée plus sombre, presque noire, bordée d'un liseré blanc. Les plumes du corps sont noires bordées de bronze. Le dessus des ailes, d'un beau bronze cuivré avec des reflets verts. Les rémiges primaires sont barrées de bandes noires et blanches. Les rémiges secondaires sont noires ou brun foncé, également barrées de blanc et de noir. Les plumes de couverture sont d'un beau vert cuivré et se terminent par une large bande noire formant, lorsque les ailes sont repliées, une large bande d'un bronze foncé. La queue est d'un noir mat; chaque plume est marquée transversalement par des bandes parallèles de brun, se terminant par une large bande noire bordée d'un large liseré blanc.
Les plumes de couverture sont d'un noir mat avec liseré blanc.
Les cuisses sont épaisses et coloriées, comme la poitrine, d'une teinte moins brillante, les tarses sont roses, couleur chair chez les adultes, noir chez les jeunes, Chez la femelle, le liseré extérieur blanc des plumes est plus fin que chez le mâle. »

— Collège expérimental d'aviculture de Château-Thierry, château de Blesmes. Cours complet par correspondance. Tome 22, Château-Thierry, 1930, p.34

## Standard
- Dindon : 13 à 17 kg[2],[3]
- Dinde : 7 à 9 kg[2],[3]